# Vier Mann – ein Schwur
Vier Mann – ein Schwur (Originaltitel Four Men and a Prayer) ist ein US-amerikanisches Filmdrama aus dem Jahre 1938, ein Nebenwerk von John Ford. Die vier Söhne, die die verloren gegangene Ehre ihres degradierten, greisen Offiziersvaters (C. Aubrey Smith) wiederherstellen wollen, werden von Richard Greene, George Sanders, David Niven und William Henry verkörpert, die weibliche Hauptrolle übernahm Loretta Young. Die Geschichte basiert auf dem 1937 publizierten Roman Four Men and a Prayer von David Garth (1908–1983).

## Handlung
Indien, zur Zeit der britischen Kolonialherrschaft. Colonel Loring Leigh wird unehrenhaft aus der britischen Armee entlassen, weil er Captain Douglas Loveland den Befehl erteilt hatte, seine Einheit, die Lancers, die einen Bergpass zu bewachen hatte, abzuziehen. Durch diese Maßnahme konnten Aufständische in den Besitz von britischer Munition geraten. Es kam zu einer Revolte gegen die britischen Okkupanten, die neunzig Menschen das Leben kostete. Von dieser Degradierung zutiefst in seiner Ehre gekränkt, telegrafiert der entlassene Colonel seinen vier erwachsenen Söhnen und bittet diese, ihn daheim zu besuchen. Der jüngste von ihnen, Geoffrey, dient als Attaché an der britischen Botschaft in Washington, Rodney studiert in Oxford, Wyatt, der Älteste, arbeitet als Rechtsanwalt in einer Londoner Kanzlei, und Christopher, genannt Chris, hat sich einen Namen als Flieger und Playboy, dem die Frauenherzen zufliegen, gemacht. Colonel Leigh sagt seinen Jungs, dass er den Verdacht hat, dass jemand, der mit der Rüstungsindustrie zusammenarbeitet, Beweise gefälscht haben müsse, um mit ihnen den als störend empfundenen erfahrenen Offizier loszuwerden. Während der Alte wichtige Entlastungsdokumente zusammenstellt, wird er hinterrücks erschossen. Der Mörder Colonel Leighs raubt die entscheidenden Papiere und macht sich nach der Bluttat aus dem Staub. Die vier Söhne des Alten sind zutiefst geschockt von den Vorgängen und schwören, den feigen Mord an ihrem Vater aufzudecken und nicht ungesühnt zu lassen. 
Rodney und Wyatt Leigh reisen nach Indien, um Mulcahay, den einstigen Offiziersburschen ihres Vaters, zu befragen und erfahren, dass die Waffen, deretwegen sich der Streit entbrannte, von der Insel Muros in Südamerika stammen. Chris reist nach Buenos Aires, um einen gewissen Captain Douglas Loveland, der sich dort zur Ruhe gesetzt hat, zu befragen. Der in Washington seinen diplomatischen Dienst verrichtende Benjamin Geoffrey hat sich in Lynn Cherrington, eine reiche Amerikanerin, verliebt. Als die junge Frau in Leigh Hall auftaucht, wird Captain Drake, der Beweise für Geoffrey hat, ermordet. Geoffrey reist wie schon sein Bruder Chris zuvor ebenfalls nach Buenos Aires. Er weiß nicht, dass Lynn, die Loveland kennt und eigenen Pläne verfolgt, dort heimlich vor ihm angekommen ist und Chris begegnet. Der verliebt sich augenblicklich in die US-Lady. Lynn flirtet mit Loveland, der nicht ahnt, dass Geoffrey und Chris die Söhne von Colonel Leigh sind, und bringt ihn dazu, sie zu einer Fahrt flussaufwärts auf der Yacht von einem gewissen Mr. Furnoy, einem reichen Amerikaner, einzuladen. 
In dem Ort Marlanda wird Lynn Zeugin eines von der hiesigen Miliz verübten Massakers an einer Gruppe von Rebellen. Sie erfährt, dass der soeben erschossene Loveland unmittelbar vor seinem gewaltsamen Tod Geoffrey und Chris Leigh die Fälschung derjenigen Papiere zugegeben hatte, die den alten Colonel Leigh in Misskredit brachten. Außerdem bringt sie in Erfahrung, dass ihr Vater Martin Cherrington der Präsident von der Rüstungsschmiede Atlas Arms ist, und die beliefert Freund und Feind – die Miliz, die Rebellen und die Aufständischen in Indien – gleichermaßen. Obwohl Geoffrey Lynn angesichts ihrer familiären Bande nicht für vertrauenswürdig hält, arrangiert sie ein Treffen zwischen den vier Brüdern und ihrem Vater fern von hier, im ägyptischen Alexandria. Dort angekommen, schwört der alte Cherrington Stein und Bein, nichts über die Morde der vergangenen Zeit gewusst zu haben, verdächtigt aber seine rechte Hand Furnoy, der für die Operationen von Atlas Arms verantwortlich ist. Geoffrey und Lynn, die sich aufgrund des jüngsten Misstrauens Geoffreys ihr gegenüber ein wenig entfremdet hatten, versöhnen sich daraufhin wieder. Alle vier Brüder, also auch die aus Indien nach Ägypten angereisten Rodney und Wyatt, schwimmen zu Furnoys Yacht, die gerade ablegen will. Nach einem Kampf, bei dem Rodney in den Arm geschossen wird, können sie Furnoy dingfest machen und ihm ein schriftliches Geständnis seiner Untaten abpressen. Eine Begegnung daheim beim englischen König, der den guten Ruf des alten Colonel wieder herstellt, rundet die Geschichte ab. 

## Produktionsnotizen
Vier Mann – ein Schwur entstand zwischen Ende Januar und Anfang März 1938 und wurde am 29. April 1938 uraufgeführt. Die Deutschland-Premiere war im November desselben Jahres.
Kenneth Macgowan, Robert Guggenheim, Harry Joe Brown und Herbert I. Leeds wurden mit der Produktionsleitung beauftragt. Bernard Herzbrun und Rudolph Sternad gestalteten die Filmbauten, Thomas Little war für die Ausstattung verantwortlich. Louis J. Witte sorgte für die Spezialeffekte.
Der zur Drehzeit erst 19-jährige Brite Richard Greene gab hiermit sein Hollywood-Debüt.
1948 inszenierte H. Bruce Humberstone mit Rache ohne Gnade (Fury at Furnace Creek) eine in den Wilden Westen verlegte Neuverfilmung des Romans.

## Kritiken
John Fords Nebenwerk erhielt bei seiner Premiere im In- wie im Ausland durchwachsene Kritiken. Nachfolgend mehrere Beispiele:
Das Fachblatt Variety fand nach einer Vorbesichtigung, Vier Mann – ein Schwur beginne „als aufregendes Melodrama, verspricht interessante Romantik und Abenteuer“ aber „endet als enttäuschende Unterhaltung“.

„Tatkräftig erzählt, kompakt dargeboten.“

In Mein Film heißt es: „Der Gegenstand dieses Filmes verdiente eine bessere Behandlung, denn man kann sich doch vorstellen, daß vier Söhne, die für die Ehre ihres ruinierten Vaters ihr Leben einsetzen, zu einem gewaltigen Filmepos hätte gesteigert werden können. Statt dessen machen die Amerikaner daraus einen Abenteuerfilm, in dem es fast jeden Meter einen Toten gibt und in dem es die Darsteller selbst nicht zuwege bringen, ihre Rollen so aufzufassen, wie sie das Publikum mit Recht verlangen konnte. Die beste Leistung bot Abrey [sic!] Smith, dessen gewaltige Bühnengestalt und markante Züge eindrucksvoll das mannhaft ertragene Leid zu erkennen gaben, das ein höherer Offizier durchzumachen hat, wenn er, wie in diesem Fall, unschuldig aus der Armee gestoßen wird“.
Das Neue Wiener Tagblatt schrieb: „Nicht sosehr der Inhalt der Handlung … als vielmehr der Umstand gibt dem Film  eine überdurchschnittliche Bedeutung, daß hier mit einer für das Angelsachsentum beachtlichen Offenheit in das skrupellose Treiben der Waffenfabrikanten und -schmuggler hineingeleuchtet wird. Wohltuend ist auch der kernige Humor, mit dem die meisten Gestalten, vor allem die kapriziöse Miß Lynn und die vier Söhne des Obersten, gezeichnet sind. Es fehlt auch stellenweise nicht an guten Ansätzen für eine psychologische Vertiefung des Stoffes, um deren Herausarbeitung man vor allem der Regie John Fords dankbar sein muß. Die Hauptdarsteller … bemühen sich mit Erfolg um ein flottes Tempo und eine glaubhafte Charakterzeichnung.“
Der Völkische Beobachter schließlich befand: „Der Film ist mit amerikanischem Tempo inszeniert, die Ereignisse überstürzen sich und sind nicht auseinanderzuhalten. Die Darstellung erhebt sich zeitweilig zu gutem Durchschnitt.“
Nach 1945 fielen die Einschätzungen weitgehend gnädig aus:
Der Movie & Video Guide sah eine „hübsch gemachte Produktion mit gutem Tempo“, und Halliwell‘s Film Guide charakterisierte den Film als „angenehm dargestelltes Mysterium, das nach einem langsamen Start besser wird“.